# Villers-sur-Coudun
Pour les articles homonymes, voir Villers.
Villers-sur-Coudun est une commune française située dans le département de l'Oise, en région Hauts-de-France.

## Géographie
Le village est situé à flanc de colline appelée l'épine de Flavy dont le sommet culmine à environ 143 m d'altitude. Il est entouré par Coudun, Giraumont, Vignemont, Vandelicourt et Marest-sur-Matz. Il est situé à 12 km de Compiègne.
| Vignemont           | Vandelicourt       | Marest-sur-Matz |
|                     | Villers-sur-Coudun | Mélicocq        |
| Braisnes-sur-Aronde | Coudun             | Giraumont       |

### Hydrographie

#### Réseau hydrographique
La commune est située dans le bassin Seine-Normandie. Elle est drainée par le Fond du Tiers Val et le fossé 01 de la commune de Coudun,,.

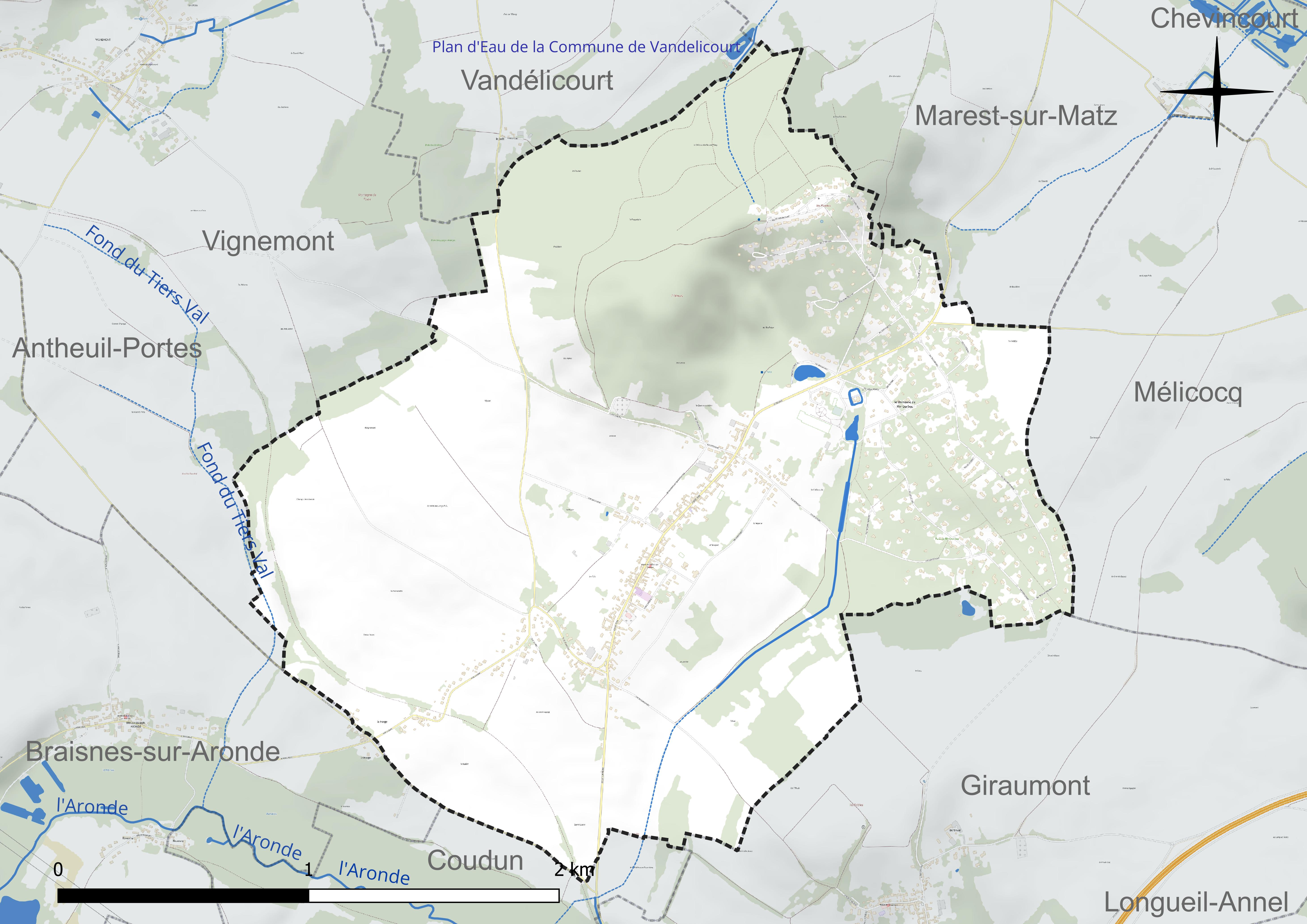
Réseau hydrographique de Villers-sur-Coudun.

#### Gestion et qualité des eaux
Le territoire communal est couvert par le schéma d'aménagement et de gestion des eaux (SAGE) « Sensée ». Ce document de planification concerne un territoire de 789 km2 de superficie, délimité par trois bassins versants en totalité ou en partie (Aisne, Oise et Aronde). Le périmètre a été arrêté le 16 octobre 2001 et le SAGE proprement dit a été approuvé le 8 juin 2009, puis révisé le 27 novembre 2019. La structure porteuse de l'élaboration et de la mise en œuvre est le syndicat mixte Oise-Aronde. 
La qualité des cours d'eau peut être consultée sur un site dédié géré par les agences de l'eau et l'Agence française pour la biodiversité. 

### Climat
Pour des articles plus généraux, voir Climat des Hauts-de-France et Climat de l'Oise.
En 2010, le climat de la commune est de type climat océanique dégradé des plaines du Centre et du Nord, selon une étude du CNRS s'appuyant sur une série de données couvrant la période 1971-2000. En 2020, Météo-France publie une typologie des climats de la France métropolitaine dans laquelle la commune est exposée à un climat océanique et est dans la région climatique  Nord-est du bassin Parisien, caractérisée par un ensoleillement médiocre, une pluviométrie moyenne régulièrement répartie au cours de l'année et un hiver froid (3 °C). 
Pour la période 1971-2000, la température annuelle moyenne est de 10,6 °C, avec une amplitude thermique annuelle de 15 °C. Le cumul annuel moyen de précipitations est de 692 mm, avec 11,2 jours de précipitations en janvier et 8,4 jours en juillet. Pour la période 1991-2020, la température moyenne annuelle observée sur la station météorologique la plus proche, située sur la commune de Margny-lès-Compiègne à 6 km à vol d'oiseau, est de 11,2 °C et le cumul annuel moyen de précipitations est de 633,5 mm,. Pour l'avenir, les paramètres climatiques de la commune estimés pour 2050 selon différents scénarios d'émission de gaz à effet de serre sont consultables sur un site dédié publié par Météo-France en novembre 2022.

## Urbanisme

### Typologie
Au 1er janvier 2024, Villers-sur-Coudun est catégorisée bourg rural, selon la nouvelle grille communale de densité à sept niveaux définie par l'Insee en 2022.
Elle est située hors unité urbaine. Par ailleurs la commune fait partie de l'aire d'attraction de Compiègne, dont elle est une commune de la couronne,. Cette aire, qui regroupe 101 communes, est catégorisée dans les aires de 50 000 à moins de 200 000 habitants,.

### Occupation des sols
L'occupation des sols de la commune, telle qu'elle ressort de la base de données européenne d'occupation biophysique des sols Corine Land Cover (CLC), est marquée par l'importance des territoires agricoles (51,4 % en 2018), en augmentation par rapport à 1990 (50 %). La répartition détaillée en 2018 est la suivante : 
terres arables (43,6 %), forêts (27,4 %), zones urbanisées (21,2 %), prairies (4,1 %), zones agricoles hétérogènes (3,7 %). L'évolution de l'occupation des sols de la commune et de ses infrastructures peut être observée sur les différentes représentations cartographiques du territoire : la carte de Cassini (XVIIIe siècle), la carte d'état-major (1820-1866) et les cartes ou photos aériennes de l'IGN pour la période actuelle (1950 à aujourd'hui).

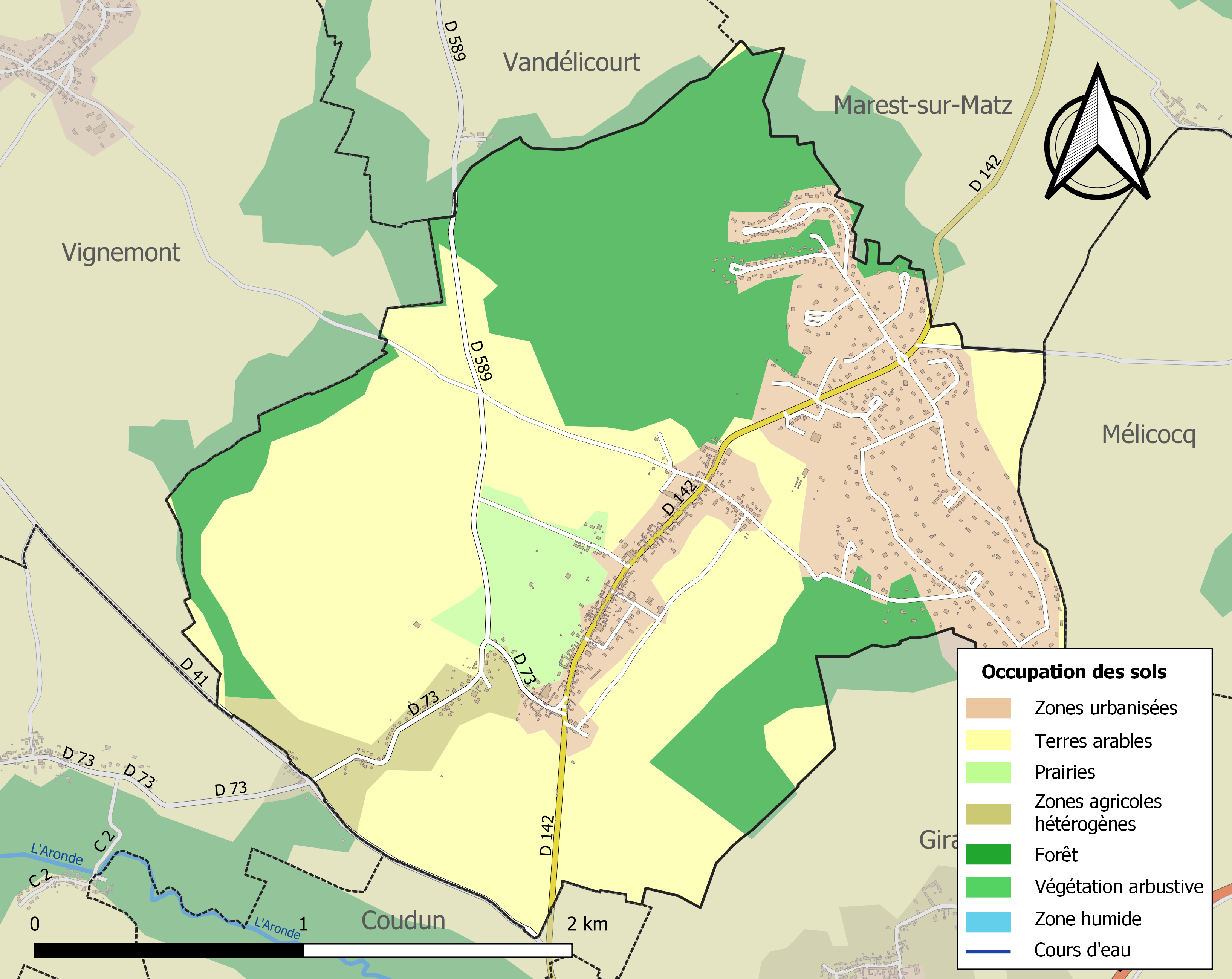
Carte des infrastructures et de l'occupation des sols de la commune en 2018 (CLC).

### Voies de communication et transports
La commune est desservie, en 2023, par les lignes 654, 655, 6306 et 6311 du réseau interurbain de l'Oise.

## Toponymie
Le nom de la localité est attesté sous les formes Villaris (vers 1170) ; Villare subtus Cosdunum (1250) ; Villare juxta Condunum (1250) ; ou terroir de Vilers (1261) ; de Villario super Coudunum (vers 1270) ; villers sur coudun (vers 1380) ; Villiers soubz Coudun (1402) ; de Villaribus sus Coudom (1583) ; Villers soubz Coudun (1640) ; Villers sous Coudun (1667) ; Villers-sur-Coudun (1834).

Villers est un appellatif toponymique français qui procède généralement du gallo-roman villare, dérivé lui-même du gallo-roman villa « grand domaine rural », issu du latin villa rustica.
Villers est au nord de Coudun.

## Histoire
Le fief de Sainte-Christine à Villers-sur-Coudun appartenant à Charles Coustant de Belle-Assise, vers 1700, correspond aux terres entourant un vieux manoir, dont il ne reste qu'une ferme où il reste une niche abritant par le passé une statue de sainte Christine en bois.

## Politique et administration
| Période                                  | Période                       | Identité       | Étiquette | Qualité |
| ---------------------------------------- | ----------------------------- | -------------- | --------- | ------- |
| Les données manquantes sont à compléter. |                               |                |           |         |
| 2001                                     | 2008                          | Marcel Lombart |           |         |
| 2008                                     | 2020                          | Guy Savreux    |           |         |
| 2020                                     | En cours (au 31 juillet 2022) | Antoine Barbet |           |         |

## Population et société

### Démographie

#### Évolution démographique
L'évolution du nombre d'habitants est connue à travers les recensements de la population effectués dans la commune depuis 1793. Pour les communes de moins de 10 000 habitants, une enquête de recensement portant sur toute la population est réalisée tous les cinq ans, les populations de référence des années intermédiaires étant quant à elles estimées par interpolation ou extrapolation. Pour la commune, le premier recensement exhaustif entrant dans le cadre du nouveau dispositif a été réalisé en 2006.

En 2022, la commune comptait 1 419 habitants, en évolution de +1,43 % par rapport à 2016 (Oise : +0,87 %, France hors Mayotte : +2,11 %).
| 1793 | 1800 | 1806 | 1821 | 1831 | 1836 | 1841 | 1846 | 1851 |
| ---- | ---- | ---- | ---- | ---- | ---- | ---- | ---- | ---- |
| 364  | 404  | 408  | 398  | 415  | 422  | 410  | 382  | 376  |

| 1856 | 1861 | 1866 | 1872 | 1876 | 1881 | 1886 | 1891 | 1896 |
| ---- | ---- | ---- | ---- | ---- | ---- | ---- | ---- | ---- |
| 333  | 313  | 324  | 314  | 312  | 334  | 303  | 310  | 315  |

| 1901 | 1906 | 1911 | 1921 | 1926 | 1931 | 1936 | 1946 | 1954 |
| ---- | ---- | ---- | ---- | ---- | ---- | ---- | ---- | ---- |
| 340  | 312  | 341  | 328  | 365  | 348  | 320  | 324  | 366  |

| 1962 | 1968 | 1975 | 1982  | 1990  | 1999  | 2006  | 2011  | 2016  |
| ---- | ---- | ---- | ----- | ----- | ----- | ----- | ----- | ----- |
| 364  | 354  | 590  | 1 008 | 1 121 | 1 286 | 1 381 | 1 395 | 1 399 |

| 2021  | 2022  | - | - | - | - | - | - | - |
| ----- | ----- | - | - | - | - | - | - | - |
| 1 409 | 1 419 | - | - | - | - | - | - | - |

#### Pyramide des âges
La population de la commune est relativement jeune.
En 2018, le taux de personnes d'un âge inférieur à 30 ans s'élève à 31,3 %, soit en dessous de la moyenne départementale (37,3 %). À l'inverse, le taux de personnes d'âge supérieur à 60 ans est de 27,7 % la même année, alors qu'il est de 22,8 % au niveau départemental.
En 2018, la commune comptait 707 hommes pour 689 femmes, soit un taux de 50,64 % d'hommes, légèrement supérieur au taux départemental (48,89 %).
Les pyramides des âges de la commune et du département s'établissent comme suit.
| Hommes | Classe d’âge | Femmes |
| ------ | ------------ | ------ |
| 0,4    | 90 ou +      | 0,5    |
| 5,5    | 75-89 ans    | 6,9    |
| 21,3   | 60-74 ans    | 20,7   |
| 23,5   | 45-59 ans    | 22,2   |
| 17,2   | 30-44 ans    | 19,1   |
| 11,8   | 15-29 ans    | 12,9   |
| 20,3   | 0-14 ans     | 17,7   |

| Hommes | Classe d’âge | Femmes |
| ------ | ------------ | ------ |
| 0,5    | 90 ou +      | 1,4    |
| 5,5    | 75-89 ans    | 7,6    |
| 15,6   | 60-74 ans    | 16,3   |
| 20,8   | 45-59 ans    | 20     |
| 19,4   | 30-44 ans    | 19,4   |
| 17,6   | 15-29 ans    | 16,2   |
| 20,6   | 0-14 ans     | 19,1   |

## Culture locale et patrimoine

### Lieux et monuments

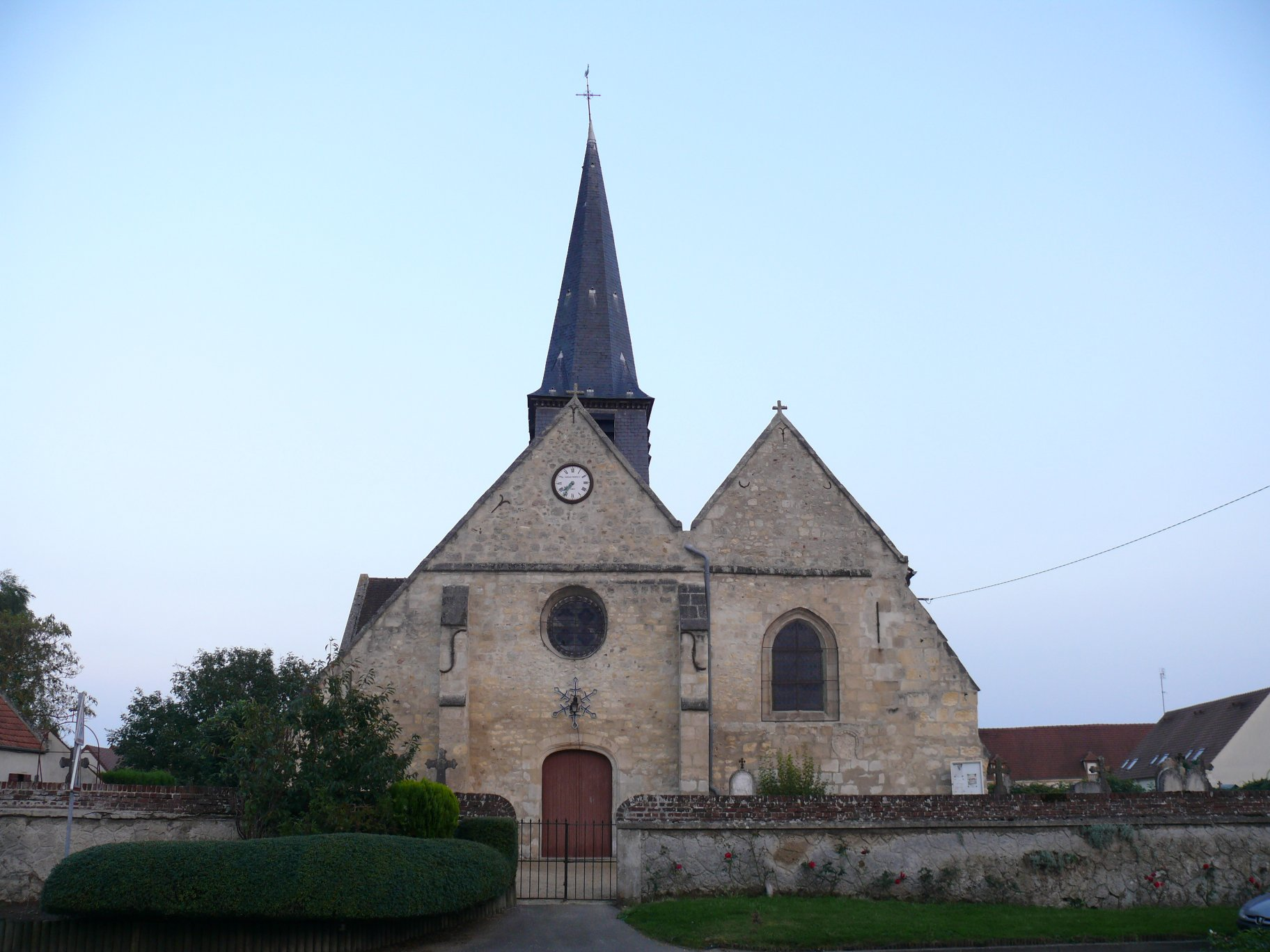
L'église Saint-Jean-Baptiste.

Une visite de la tour située sur le plus haut sommet du village s'impose. Il s'agit du dernier vestige du château de Villers-sur-Coudun, détruit pendant la Seconde Guerre mondiale.
Il reste aussi quelques tours sur la partie basse du village dans le lieu-dit de Rimberlieu ainsi qu'une ancienne fontaine.
Dans la forêt, on peut admirer les pierres de calcaire. L'une d'elles forme une tour (la Tourelle), la deuxième, une arche, la troisième, appelée aussi pierre Goutte-Goutte (la pierre peut « pleurer » pendant les jours de pluie : il s'agit d'une accumulation d'eau de pluie qui passe dans la pierre et fait suinter celle-ci), ressemble à une table haute. Selon la légende, les druides procédaient à des sacrifices lors des sabbats ou des rituels lunaires.
L'église Saint-Jean-Baptiste est proche du monument aux morts.

### Personnalités liées à la commune
- Lucas Debargue, lauréat du Concours International Tchaïkovski 2015 (4e Prix de Piano et Prix Spécial de la Critique Musicale de Moscou), a grandi dans ce village.